# KDStV Hercynia Freiburg im Breisgau
Die Katholische Deutsche Studentenverbindung Hercynia [hɛɐˈt͡syːnia] (KDStV Hercynia) im CV zu Freiburg im Breisgau ist eine 1873 gegründete nichtschlagende katholische deutsche Studentenverbindung. Zudem ist sie Mitglied im Marburger Kreis.

## Geschichte

### Die Gründungszeit
Die Gründung der Hercynia erfolgte noch zu Zeiten des späten Badischen Kulturkampfes, in dem das Großherzogtum Baden und die Römisch-katholische Kirche über die Stellung der Kirche innerhalb der Gesellschaft stritten. Durch die Schließung des theologischen Konviktes im Zuge des besagten Badischen Kulturkampfes trat der Aenane Gustav Karle aus dem Priesterseminar in die medizinische Fakultät über, wo er die Gründung einer katholischen Studentenverbindung aus dem Cartellverband heraus bewerkstelligte. Die KDStV Hercynia wurde am 24. Juni 1873, dem Johannistag, an der Albert-Ludwigs-Universität Freiburg von Mitgliedern der Verbindungen KDStV Aenania München und AV Guestfalia Tübingen durch Unterzeichnung der Gründungsurkunde gestiftet. Die Aufnahme in den Cartellverband erfolgte auf der Cartellversammlung in Stuttgart am 14. Oktober 1873. Zusammen mit der kurz zuvor gegründeten KDStV Markomannia Würzburg gehört die Hercynia zu den ersten beiden Verbindungen, die aus dem Cartellverband zum Zweck der Expansion an weiteren Universitäten gegründet wurden. Die ersten Ehrenmitglieder wurden am 7. Juli 1875 aufgenommen, darunter waren der Joseph von Buß (Politiker des Zentrums, siehe Abschnitt zum Kulturkampf) sowie Graf Max von Kageneck. Der Altherrenverband wurde im Jahr 1880 ins Leben gerufen, wobei der spätere Reichskanzler Constantin Fehrenbach zum ersten Altherrensenior gewählt wurde. Der Dichter Heinrich Gassert, selbst aus den Reihen der Hercynia, verfasste für den Cartellverband den Text des Liedes „Laßt, ihr buntbemützten Scharen“, das 1885 als offizielles CV-Bundeslied angenommen wurde.

### Badischer und Akademischer Kulturkampf
Noch bis in die frühen Jahre des 20. Jahrhunderts waren katholische Studentenverbindungen politischen Eliten ein Dorn im Auge. Dieser Konflikt wurde sowohl auf politischer Ebene durch die zahlreich bei der Hercynia vertretenen Zentrums-Politiker als auch durch die Studenten an der Universität ausgetragen. Bei einer mehrtägigen Debatte über den Haushalt des badischen Kulturministeriums im April 1904 äußerte der Hercyne und Zentrums-Politiker Constantin Fehrenbach zur Existenzberechtigung der katholischen Korporationen und dem Vorwurf, dass diese die konfessionelle Spaltung der Gesellschaft vergrößerten:
„Das ist aber nicht richtig, daß mit der Gründung dieser Korporationen auch ein Riß hineingetragen wurde ins öffentliche Leben. Der Riß ist da, das ist eine historische Tatsache, dafür können wir nichts, das ist Jahrhunderte alt, und wir müssen diesen großen Riß eben ertragen, und an dem Bestreben, ihn im übrigen zu überbrücken durch gegenseitige Duldung, nehmen auch die konfessionellen studentischen Korporationen teil, und man kann nicht sagen, es wäre durch jene, welche sich hier konfessionell vereinigen, ein weiterer Riß in das Volk hineingetragen worden. Dazu hätte man ein Recht, wenn man nachweisen könnte, daß diese konfessionellen Korporationen aggressive Tendenzen gegen Andersgläubige haben.“ (Constantin Fehrenbach: ).
Zu dieser Zeit war in Freiburg auch auf hochschulpolitischer Ebene der Akademische Kulturkampf, ein Kampf zwischen schlagenden und nichtschlagenden, konfessionellen Studentenverbindungen, in vollem Gange. Im Studentenausschuss der Universität Freiburg, der 1904 zur Regelung studentischer Belange gegründet worden war, sollten die katholischen Verbindungen nicht als Einzelverbindungen vertreten sein, sondern lediglich als Gruppe, da die schlagenden Verbindungen durch die zu jener Zeit stattfindenden Ausgründungen konfessioneller Verbindungen ihren Einfluss schwinden sahen. Im Februar 1905 fasste der Freiburger Studentenausschuss folgende Resolution:

„Hier in Freiburg, wo ein Vernichtungskampf der katholischen Korporationen infolge ihrer nur allzu mächtigen Hintermänner und infolge des Bekenntnisses der Bevölkerung unmöglich ist, lassen wir den Ruf ergehen, energisch Front zu machen gegen diese nicht nur konfessionellen, sondern politischen Verbindungen, damit es nicht auch vom akademischen Staate heißen möge: Zuntrum ist Trumpf!“.

In diesem Kontext wurde die Anerkennung der durch die Hercynia neu gegründeten KDStV Hohenstaufen (am 6. Juni 1905) zum Gegenstand von Erörterungen im Studentenausschuss. Nachdem keine Einigung gefunden werden konnte, kündigte der Prorektor an, den Ausschuss aufzulösen. Bevor der Ausschuss aber aufgelöst werden konnte, wurde er durch Mitglieder der Freiburger Burschenschaften gesprengt, die den katholischen Korporationen vorwarfen, den Frieden zu untergraben und dem Zentrum Wahlhilfe zu leisten. Daraufhin wurden am 24. Juli ein Sonderausschuss der Antikonfessionellen Studenten und am 16. Dezember ein Nichtschlagender Sonderausschuss gegründet.
Gegen Ende des Akademischen Kulturkampfes, beim Festkommers des Katholikentages 1907 (am 18. November), der von der KÖStV Austria Wien präsidiert wurde, trat Constantin Fehrenbach als Redner auf, wobei die Gleichberechtigung der katholischen Studentenschaft erneut im Vordergrund seiner Ausführungen stand. In der Einladung zum Festkommers der Universität von 1908 werden die Spannungen zwischen den Verbindungen und ein langsames Abklingen der Konflikte folgendermaßen thematisiert:

„Auch unsere Studentenschaft hat sich, nachdem die vor mehreren Jahren eingetretene confessionelle Abspaltung und die sich daran anschließenden Kämpfe sie lange getrennt gehalten, zum Festkommers zu Ehren ihres erhabenen Rector Magnificentissimus erstmals wieder einmütig in nie dagewesener Zahl zusammengefunden, um unserem durchlauchtigsten Landesfürsten ihre Verehrung, Liebe und Treue zu bekunden.“
Spätestens in der Zeit der Weimarer Republik war der Konflikt zwischen schlagenden und konfessionellen Studenten verflogen. Zu Teilen vermutlich wegen der Aufwertung durch den schwindenden politischen Einfluss der Corps nach der Abdankung von Kaiser Wilhelm II (Mitglied beim Corps Borussia Bonn) und die zahlreichen politischen Ämter, welche Alte Herren verschiedener konfessioneller Verbindungen einnahmen. Bei der Hercynia ist an prominentester Stelle Constantin Fehrenbach zu nennen, der vom 25. Juni 1920 bis zum 4. Mai 1921 Reichskanzler der Weimarer Republik war.

### Mitgliederzahlen und Gründung neuer Verbindungen
Um die Jahrhundertwende war die Aktivitas der Hercynia auf 120 bis 130 Aktive angewachsen, dass in Folge der Aufhebung des Singularitätsprinzips im Cartellverband (1897) die erste Tochterverbindung KDStV Ripuaria Freiburg im Breisgau am 6. Juni 1899 gegründet wurde.
Bei der Gründung der zweiten Tochterverbindung der Hercynia, der KDStV Hohenstaufen am 6. Juni 1905 machte sich dann der Zeitgeist des Akademischen Kulturkampfes bemerkbar. Aus dem Lager der Waffenstudenten (schlagenden Studentenverbindungen) wurde das vaterländische Empfinden der katholischen Korporationen angezweifelt, weswegen das nationale Prinzip von diesen als Reaktion stärker betont wurde. So wurde die KDStV Hohenstaufen Freiburg (wie alle nachfolgenden Tochterverbindungen der Hercynia) mit einem deutschen Namen gegründet und auch der Wahlspruch der Hohenstaufen „Virtus patriae, amico fides!“ (= „Tapferkeit dem Vaterland, dem Freund die Treue!“) greift das Prinzip Patria auf. Diese Strömung war auch auf Verbandsebene spürbar, wo z. B. das Wort „Vaterlandsliebe“ im Jahr 1907 Eingang in die Satzung des Cartellverbandes fand. Das Missfallen der Corps über die Expansion konfessioneller Studentenverbindungen wurde vom damals präsidierenden Corps, Hasso-Borussia an den Prorektor der Universität, Theodor Axenfeld, folgendermaßen formuliert: „ein derartiges Vorgehen der konfessionellen Verbindungen den Frieden unter den Corporationen der hiesigen Universität in schwerster Weise gefährden würde.“.
Zu dieser Zeit (Wintersemester 1909/10) erfreuten sich die katholischen Studentenverbindungen in Freiburg großen Zuspruchs unter den Studenten, so waren von 1064 katholischen Studenten 233 bei katholischen Studentenverbindungen (Quote: 21,9 %) organisiert.
Am 9. Januar 1913 wurde die KDStV Falkenstein gegründet (Farben: orange-grün auf weißem Grund; Wahlspruch: Deutsch und treu!) sowie am 29. Mai 1924 die KDStV Wildenstein (Farben: schwarz-weiß-violett; Wahlspruch: Treudeutsch allewege!, später geändert in: In necessariis unitas, in dubiis libertas, in omnibus caritas!).
Die KDStV Landeck wurde am 25. Februar 1929 gegründet (Farben: rosa-preußischblau auf weißem Grund; Wahlspruch: Ich dien!) und feierte am 24. Juni 1929, dem Gründungstag der Hercynia, ihre Publikation unter Beteiligung des gesamten Freiburger CVs. Die Gründung war nötig geworden, weil in den drei vergangenen Jahren jeweils über 100 Bewerbungen von Studienanfängern vorlagen und diese nicht in diesen Zahlen in die CV-Verbindungen aufgenommen werden konnten. Da Landeck kein eigenes Haus besaß, sollte die Verbindung bereits 1934 durch einen Gesetzbeschluss in den Nationalsozialistischen Deutschen Studentenbund aufgehen. Um dieser Gleichschaltung zu entgehen, wurde ein Übernahmevertrag mit der Hercynia geschlossen, in dessen Folge alle Landecker zusätzlich das Hercynenband erhielten. Nach dem Kriegsende wurde die KDStV Landeck nicht wiederbegründet, die Tochterverbindung fusionierte endgültig 1949 mit der Mutterverbindung Hercynia. Mit Tod des letzten noch lebenden Landeckers im Jahr 2003 hörte diese Verbindung auf zu bestehen.
Laut des letzten Gesamtverzeichnis des Cartellverbandes vor dem Zweiten Weltkrieg bestand die Hercynia 1931 aus 806 Bundesbrüdern und war damit nach KDStV Aenania München (1097 Mitglieder), AV Austria Innsbruck (926 Mitglieder) und KDStV Winfridia Breslau (836 Mitglieder) die viertgrößte Studentenverbindung im Cartellverband. Die Hercynia – als „Fuchsenstall des Cartellverbandes“ bezeichnet – konnte sich damals, selbst nach der Gründung von fünf Tochterverbindungen, extremer Beliebtheit unter den Studienanfängern erfreuen.
Hercynia gründete fünf Tochterverbindungen (siehe Details):
| Name der Verbindung | Gründung | Aufnahme i. d. CV | Farben                                             | Zirkel | Status                                                         |
| ------------------- | -------- | ----------------- | -------------------------------------------------- | ------ | -------------------------------------------------------------- |
| KDStV Ripuaria      | 1899     | 1899              | Farben der KDStV Ripuaria Freiburg im Breisgau     |        | aktiv                                                          |
| KDStV Hohenstaufen  | 1905     | 1905              | Farben der KDStV Hohenstaufen Freiburg im Breisgau |        | aktiv                                                          |
| KDStV Falkenstein   | 1913     | 1913              | Farben der KDStV Falkenstein Freiburg im Breisgau  |        | aktiv                                                          |
| KDStV Wildenstein   | 1924     | 1924              | Farben der KDStV Wildenstein Freiburg im Breisgau  |        | aktiv                                                          |
| KDStV Landeck       | 1929     | 1929              | Farben der KDStV Landeck Freiburg im Breisgau      |        | Nach dem 2. WK nicht wiederbegründet, in Hercynia aufgegangen. |

Im Gegensatz dazu handelt es sich bei der ebenfalls in Freiburg ansässigen Arminia um die einzige nicht von der Hercynia gegründet Freiburger CV-Verbindung, die wegen des Singularitätsprinzips zunächst bis 1910 dem KDV angehören musste.

### Erster und Zweiter Weltkrieg

Postkarte zur Immatrikulation des 3000sten Studenten, Walter Stegmüller, in Freiburg

In der Zeit vor dem Ersten Weltkrieg machte der Hercyne Walter Stegmüller von sich reden, der als 'König Zufall' bekannt wurde, da er zunächst als dreitausendster Student der Universität Freiburg gefeiert wurde, anschließend als erster Delinquent den neu eröffneten Karzer einweihen durfte und kurz darauf bei einem tragischen Unfall tödlich verunglückte (siehe detaillierte Beschreibung).

Während des Ersten Weltkrieges war das Hercynenhaus verwaist, es fielen 56 Mitglieder der Verbindung. Der Aktivenbetrieb konnte unter schweren Bedingungen wieder aufgenommen werden. Maßgeblich daran beteiligt war der Freiburger Ehrenbürger Carl Kistner.
1925 übernahm Hercynia die Patenschaft über die KDStV Vandalia Prag, die 1950 mit ihren Mitgliedern nach München übersiedelte.
Nach der Zwangsauflösung des CV 1935 wurde auch die Aktivitas der Hercynia 1938 suspendiert und das Hercynenhaus beschlagnahmt (siehe auch Himmler-Erlass vom 20. Juni 1938). Dadurch, dass das Hercynenhaus nicht wie bei anderen CV-Verbindungen vor der Suspendierung noch verkauft wurde, war es in der Nachkriegszeit möglich, das Hercynenhaus zurückerstattet zu bekommen.
Während des Zweiten Weltkrieges fielen 38 Hercynen; 8 Hercynen wurden Opfer der Gewaltherrschaft durch Nationalsozialisten und Rotarmisten. Die Priester Heinrich Becker, Hubert Berger, Hans Rindermann waren im Pfarrerblock des KZ Dachau interniert. Der Jurist Bruno Helbig-Neupauer und der Erzpriester Aloys Schulz saßen mehrere Monate in Gestapohaft. Ministerialrat Hans Quecke wurde nach der Beteiligung an der Freiheitsaktion Bayern am 29. April 1945 in München von einem Kommando der SS ermordet. Die Priester Johannes Lindenblatt und Otto Rust wurden 1945 in Rastenburg bzw. Naumburg am Queis von der Roten Armee ermordet.
Der Altherrenverband der Hercynia wurde im Nachkriegsdeutschland am 30. April 1947 in Düsseldorf wiederbegründet. Genau ein Jahr danach wurde mit Hilfe von zehn Mitgliedern anderer CV-Verbindungen aus ganz Deutschland auch die Aktivitas wiederbegründet.

### Neuere Geschichte
Der Freiburger Cartellverband übernahm nach 1877/1878, 1884/1885 und 1890/1891 im Jahr 1971/72 zum vierten Mal den Vorort des Verbandes. Vorortspräsident wurde der Hercyne Stephan Pförtner. Auf der 86. Cartellversammlung unter der Leitung des Hercynen Pförtner kam es zum so genannten „Freiburger Frühling“, der ein Ende der Infragestellung der Grundwerte des Verbandes bedeutete und als Folge dessen bekennt sich der CV seit dieser Zeit zu dem Grundsatz nur katholische, männliche Studenten als Mitglieder aufzunehmen. Nach Ablauf der einjährigen Amtszeit fand sich kein Ortsverband, der als Nächster den Vorort übernehmen wollte, und so trat Stephan Pförtner eine zweite Amtszeit (1972/73) an und führte im Anschluss eine Pflichtreihenfolge für den Vorort ein.

Erwähnung fand die Hercynia auch in der humoristischen Autobiografie von Karsten Hohage über seine Studentenzeit in Freiburg, wo sie unter dem Pseudonym „Arkynia“ (griechische Übersetzung von Hercynia) in dem Kapitel „Capture the Flag“ auftaucht, in dem der Protagonist versucht, die Verbindungsfahne der Arkynia vom Fahnenmast zu stehlen:
„Ebenfalls ein CV, dessen Reichtum in der Stadt legendär war. Das Haus lag in einem parkähnlichen Garten am Hang eines Hügels, ein kleiner Palast mit riesigen, immer geputzten Sprossenfestern, einer großzügigen Sandsteinterrasse, mehreren Erkern und Türmchen und einem Faxen-Ehepaar. Die Fahne wehte bei den Arkynen nicht an der Fassade, sondern an einem etwa drei Meter hohen Mast einige Meter neben der zweiflügligen Eingangstüre in feinster Schnitzarbeit. [Nach dem Anpirschen und dem Erklimmen besagter Fahnenstange] Siegurd, endlich oben angekommen, nestelte eine weitere Ewigkeit mit der Zange an der Fahnenbefestigung, die sich aber anscheinend nicht lösen wollte. Plötzlich spritze ein Wasserstrahl aus einem der Fenster des Hauses, Siegurd schrie auf und schoss mehr fallend als rutschend die Stange hinunter. Man muss den Arkynen lassen, dass sie erst lachten, als Siegurd sich triefend wieder aufgerappelt hatte und augenscheinlich intakt war. "Alles in Orddnung, Farbenbruder nasser Sack? Das Schloss an der Fahne ist wohl zu solide für Ihre Baumarktzange, was? Wenn Sie auf ein Bier reinkommen wollen, müssen Sie leider in der Eingangshalle trinken, sonst machen Sie uns den Dielenboden nass.“ (Karsten Hohage in Männer-WG mit Trinkzwang)

Nach 1987/1988 übernahm der Ortsverband des Freiburger Cartellverbandes 2011/2012 zum siebten Mal den Vorort des Cartellverbandes, wobei Ramon Mann von der KDStV Falkenstein Freiburg das Amt des Vorortspräsidenten bekleidete.

## Hercynenhaus

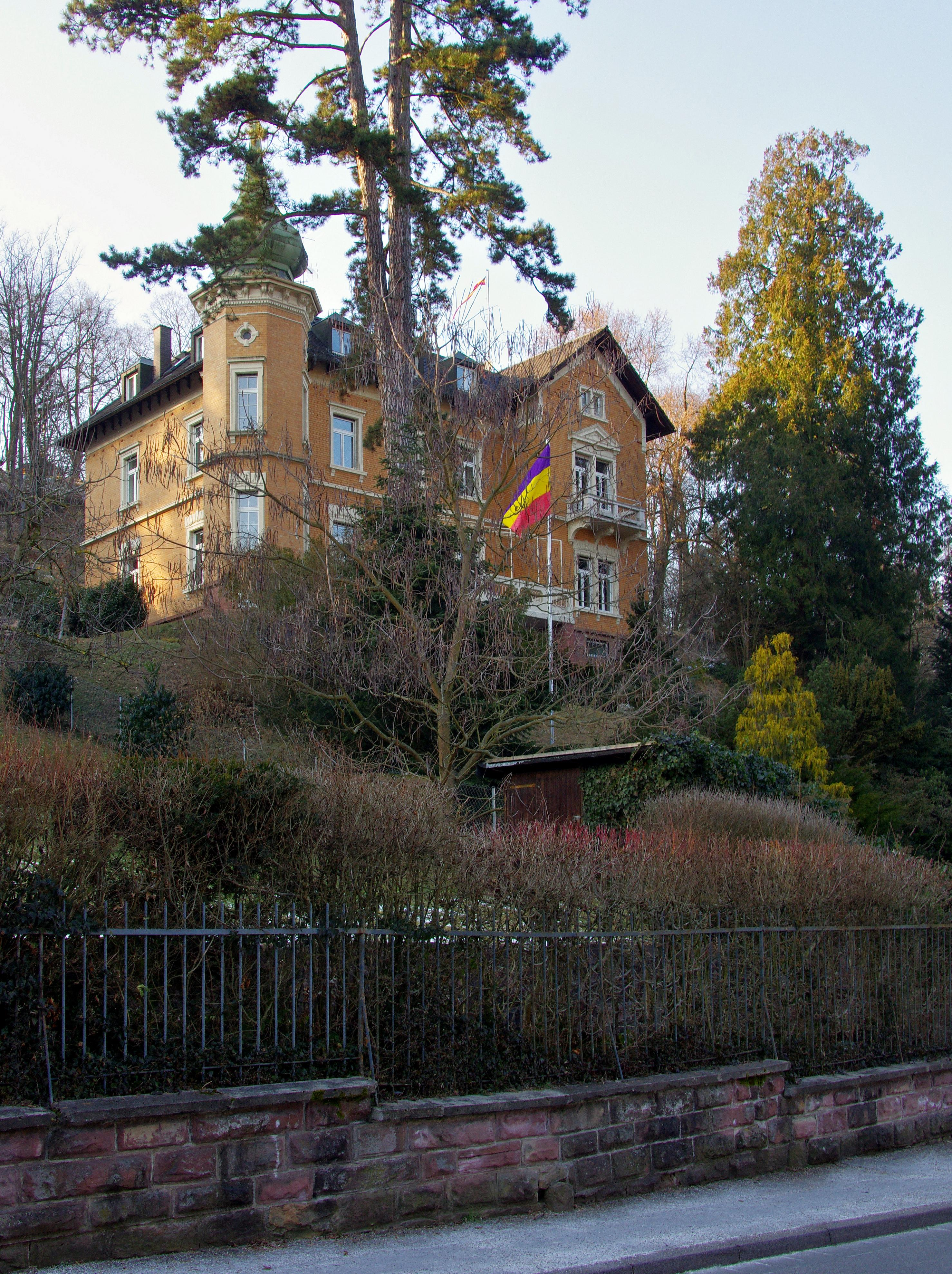
Die Villa Hasse (heute)

Im Jahre 1911 begann die Suche nach einem Verbindungshaus in Freiburg. Schlussendlich fiel die Wahl auf die um 1890 erbaute Villa Hasse, dem heutigen Hercynenhaus. Am 24. Juni 1911 erfolgte das erstmalige Hissen der Hercynenfahne. Am 24. Juni 1938, dem 65. Gründungstag Hercyniae, wurde das Haus staatspolizeilich beschlagnahmt und als NS-Eigentum von der SS-Standarte als Verwaltungsgebäude genutzt. In der Nachkriegszeit wurde das Hercynenhaus vom Lorettokrankenhaus als Lazarett genutzt und nach gewonnenem Rechtsstreit wieder an die Hercynia zurückerstattet. Erst am 15. Juli 1952 räumte das Lorettokrankenhaus das Hercynenhaus. In den Jahren 1983 bis 1984 wurde das Hercynenhaus kernsaniert. Im Zuge von Modernisierungsmaßnahmen wurde die Villa Hasse 2017 vom Landesamt für Denkmalpflege, sowohl die Fassade als auch den Innenausbau betreffend, unter Denkmalschutz gestellt. Ebenfalls 2017 wurden auf Initiative des Parkschöpfers Werner Semmler hin auf dem oberen Teil des Grundstückes sowie um die angrenzenden Lorettokapelle herum Bäumen gefällt, um dem Besucher vier Sichtachsen vom Lorettoberg ausgehend über das den Lorettoberg umgebende Tal zu eröffnen.

## Hercynenberghaus

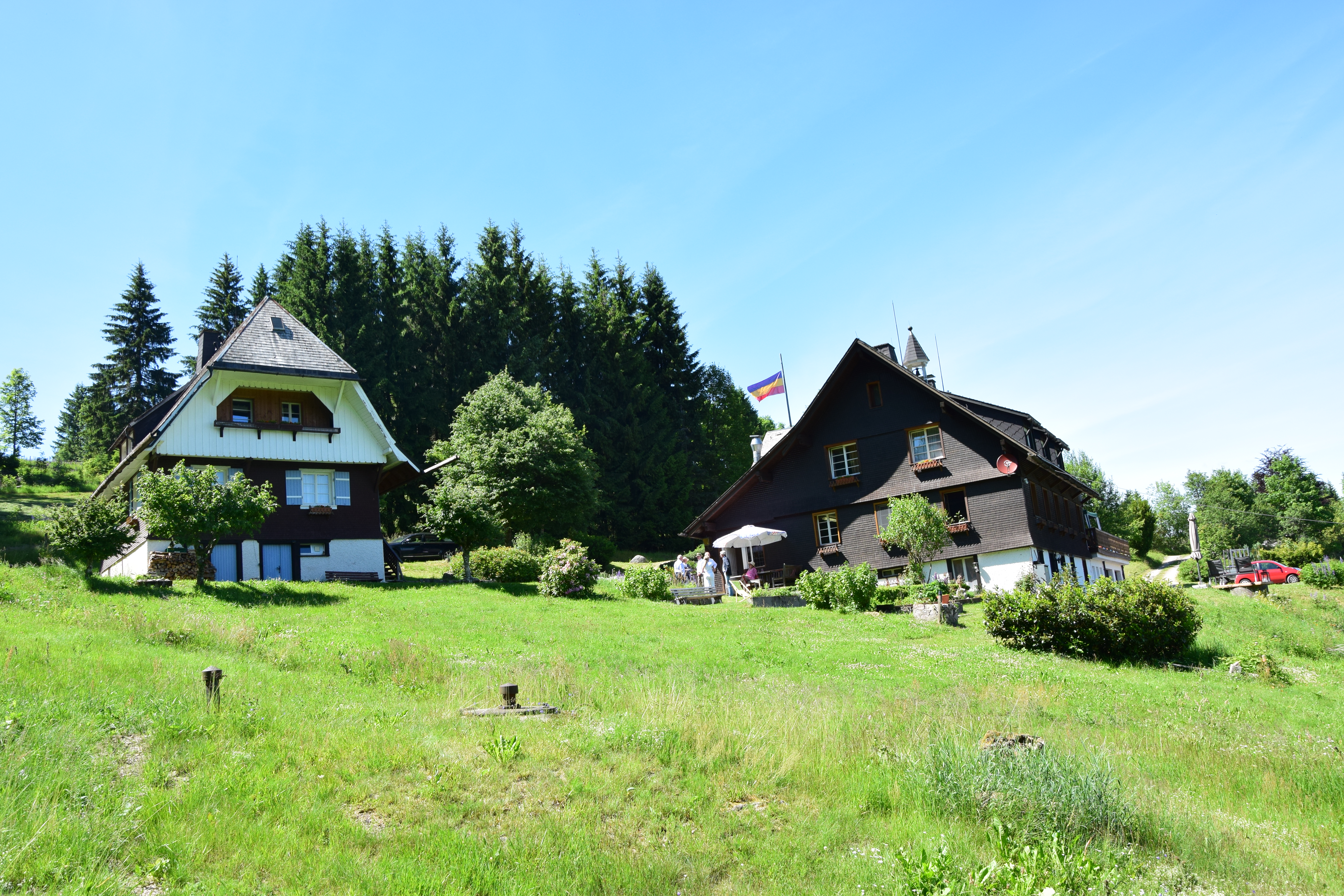
Das Berghaus der Hercynia

1925 wurde der „Hüttenverein Hercynia e. V.“ gegründet und es wurde ein Gelände am Titisee zur Einrichtung eines Hercynen-Erholungsheimes erworben. Zwei Jahre später (30. Mai 1927) konnte auf dem Götzenberg i. Bärental das Hercynenberghaus (47° 51′ 50,9″ N, 8° 5′ 19,6″ O) erworben werden. Um dem befürchteten Vorgehen der Nationalsozialisten gegen katholische Verbindungen zuvorzukommen, wurde der Verein in „Hüttengemeinschaft am Götzenberg“ umbenannt. Nach der Beschlagnahmung durch die Gestapo im Juni 1938 wurde das Berghaus nach gewonnener Restitutionsklage am 19. März 1952 zurückerstattet. Das Berghaus ist im Kern ein über 250 Jahre alter Bergbauernhof, der ganzjährig durch einen Pächter bewirtet wird und Hercynen sowie befreundeten Cartellbrüdern offensteht. Die tiefe Verbundenheit vieler wiederkehrender Gäste mit dem Berghaus fand auch Erwähnung in zeitgenössischer Literatur.

## Ziele und Prinzipien
Die Hercynia beruht auf den Prinzipien des CV (religio, scientia, amicitia und patria). Sie will eine lebenslange Freundschaft (Lebensbund) begründen, welche sich durch ihre couleurstudentischen Traditionen und Comment getragen weiß. Entsprechend der Tradition des Cartellverbandes können nur männliche, katholische Studenten und Akademiker als Mitglied aufgenommen werden. Die Hercynia ist nicht-schlagend, lehnt also das studentische Fechten und die Mensur ab, und bezeichnet sich als politisch ungebunden.

## Couleur und Insignien

### Der Name Hercynia
Der Verbindungsname Hercynia ist von dem Terminus des römischen Geschichtsschreibers Tacitus (55 bis etwa 116 n. Chr.) für die Waldgebiete vom Alpenrand bis zum Harz als hercynia silva „herzynischer Wald“ (lat. Hercynia silva, griech. = Arkynia) abgeleitet. Die Mitglieder der KDStV Hercynia werden „Freiburger Hercynen“ genannt und nicht „Harzer“, wie bei einigen gleichnamigen Studentenverbindungen üblich. Die offizielle Abkürzung innerhalb des Cartellverbandes ist Hr!, und die Hercynia führt die Nummer sieben in der amtlichen Reihenfolge der Cartellverbindungen.

### Couleur

Wappen der Hercynia

Die Verbindung trägt die Farben violett-gold-rot mit goldener Perkussion. Die Fuchsenfarben sind violett-gold-violett mit goldener Perkussion. Das Kopfcouleur ist heute eine Tellermütze, deren Tuch aus violettem Filz besteht. Die Farben violett-gold-rot stehen für die Farbe des 1873 aufgelösten theologischen Konvikts (violett) und die badischen Landesfarben (gold-rot). Neben der herkömmlichen Deutung kann man den Farben auch die drei Gründungsprinzipien Hercynias zuordnen: Das Violett der Kirche und des Glaubens, das Gold der Wissenschaft und das Rot der freundschaftlichen Liebe und Verbundenheit.

### Wappen
Das Wappen der Hercynia zeigt einen viergeteilten Schild. Dieser enthält in heraldischer Leseweise im linken oberen Viertel die Farben der Verbindung violett–gold–rot in Schrägstellung sowie den Hercynenzirkel in Schwarz. Das nächste Viertel zeigt ein goldenes Kleeblattkreuz auf schwarzem Grund, unter welches in goldener Schrift das Gründungsdatum der Verbindung angegeben ist. Es symbolisiert das Katholizitätsprinzip. Im nächsten Viertel ist auf violettem Grund in einem goldenen Kreis eine rote Blüte, die Ebersteiner Rose, mit ihren fünf Blütenblättern zu sehen. In dem goldenen Kreis um die Ebersteiner Rose steht der Wahlspruch der Verbindung: „EINIG UND TREU!“. Die Rose steht zusammen mit dem alemannischen Greif, der schwarz auf goldenem Grund im letzten Viertel abgebildet ist, für die geographische Heimat der Verbindung. Aus dem über dem Schild ruhenden Helm entspringen als Helmzier drei Straußenfedern in den Verbindungsfarben.

### Wahlspruch

Zirkel der Hercynia

Der Wahlspruch der Hercynia lautet: Einig und treu!.

### Zirkel
Der Hercynenzirkel ist ein couleurstudentisches Monogramm von vier Buchstaben, V, C, F, H, und einem Rufzeichen. Diese Buchstaben stehen für VIVAT CRESCAT FLOREATQUE HERCYNIA (Hercynia lebe, wachse und gedeihe). Eine andere Deutung lautet VIVAT CIRCULUS FRATRUM HERCYNIAE (Es lebe der Kreis der Brüder der Hercynia). Das Rufzeichen steht für IN AETERNUM und bedeutet, dass die Verbindung noch einen aktiven Teil hat.
Das stilisierte H in der Mitte steht für den Namen der Verbindung, Hercynia. Das stilisierte V in der unteren Hälfte steht für VIVAT (lebe). Das stilisierte C im unteren Teil des mittleren Bogens steht für CRESCAT (wachse). Der obere Teil des mittleren Bogens bildet zusammen mit dem Strich oben darüber ein stilisiertes F und steht für FLOREAT (blühe oder gedeihe).

## Marburger Kreis
Hercynia Freiburg gehört dem Marburger Kreis an, einer couleurstudentischen Interessengemeinschaft der ältesten Verbindungen innerhalb des Cartellverbandes (CV). Während sich der Marburger Kreis anfänglich (ab 1986) zusammenfand, um die damals personell geschwächte VKDSt Rhenania Marburg zu stützen, steht heutzutage das gemeinsame Bestreben im Vordergrund, dem Verfall couleurstudentischer Sitten entgegenzuwirken und das Katholizitätsprinzip innerhalb des CV zu stärken.
Der Marburger Kreis besteht aus den folgenden Mitgliedsverbindungen:
- AV Guestfalia Tübingen (1859)
- KDStV Bavaria Bonn (1844)
- KDStV Markomannia Würzburg (1871)
- KDStV Hercynia Freiburg im Breisgau (1873)
- VKDSt Rhenania Marburg (1879)
- KDStV Arminia Heidelberg (1887)

Der Marburger Kreis veranstaltet jedes Wintersemester ein reihumgehendes Ringtreffen, dessen Höhepunkt die Ringkneipe darstellt.

## Bekannte Mitglieder
Die Auflistung ist chronologisch nach Geburtsjahr geordnet.
- Franz Josef Ritter von Buß (1803–1878; erstes Ehrenmitglied 1875), Politiker, Kirchenrechtler, Mitglied der Nationalversammlung und Vorsitzender des ersten Katholikentages
- Johann Baptist Alzog (1808–1878, Ehrenmitglied 1976), katholischer Geistlicher und Kirchenhistoriker
- Christian Roos (1826–1896, Ehrenmitglied 1890), katholischer Geistlicher und Erzbischof von Freiburg im Breisgau
- Justus Knecht (1839–1921, Ehrenmitglied 1881), Religionspädagoge, Weihbischof in Freiburg im Breisgau
- Cornelius Krieg (1838–1911, Ehrenmitglied 1880), katholischer Geistlicher und Pastoraltheologe
- Ludwig Marbe (1839–1907, Ehrenmitglied 1875), Politiker (Zentrum), Mitglied des Badischen Landtages und des Reichstags
- Karl Lauck (1840–1906, Ehrenmitglied 1889), Politiker (Zentrum), Mitglied des Reichstags
- Emil Armbruster (1843–1908, Ehrenmitglied 1892), Politiker (Zentrum), Mitglied des Badischen Landtages
- Ludwig Seitz (1844–1908, Ehrenmitglied 1877), Kunstmaler und Direktor der Vatikanischen Galerien
- Bernhard Nadbyl (1864–1921), Politiker (Zentrum), Mitglied des Reichstags
- Hermann Herder (1864–1937, Ehrenmitglied 1911), Verleger und Geschäftsführer der Verlagsgruppe Herder
- Florian Werr (1851–1917), katholischer Geistlicher, Publizist und Politiker (Zentrum), Herausgeber der Verbandszeitschrift Academia
- Constantin Fehrenbach (1852–1926), Politiker, Reichstagspräsident, Präsident der Weimarer Nationalversammlung, Reichskanzler (Zentrum)
- Leonhard Schanzenbach (1852–1938, Ehrenmitglied 1885), katholischer Geistlicher und päpstl. Hausprälat
- Johannes Baptist von Kiene (1852–1919), Politiker, Justizminister des Staates Württemberg (Zentrum), Gründungsmitglied der Hercynia
- Franz Joseph Gießler (1854-1923), Politiker (Zentrum), Amtsgerichtsdirektor
- Christian Meurer (1856–1935), Kirchenrechtler, Hochschullehrer und Rektor der Julius-Maximilians-Universität Würzburg, Vorortspräsident 1877–1878
- Heinrich Gassert (1857–1928), Arzt, Schriftsteller und Liedtexter, Verfasser des CV-Bundesliedes „Laßt, ihr buntbemützten Scharen“
- Ferdinand Kopf (1857–1943), Politiker, Präsident der II. Kammer des Badischen Landtags und der Verfassungsgebenden Nationalversammlung Badens (Zentrum)
- Lorenz Werthmann (1858–1921, Ehrenmitglied 1890), katholischer Geistlicher, Sozialpolitiker und Gründer sowie erster Präsident des Deutschen Caritasverbandes
- Karl Oréans (1863–1960), romanischer Philologe
- Karl Fritz (1864–1931, Ehrenmitglied 1913), katholischer Geistlicher und Erzbischof von Freiburg im Breisgau
- Franz Josef Wittemann (1866–1931), Politiker, Jurist, badischer Landtagspräsident, Innenminister und Staatspräsident (Zentrum)
- Otto Rust (1871–1945), katholischer Geistlicher und Erzpriester, Märtyrer des 20. Jahrhunderts
- Konrad Beyerle (1872–1933), Staatsrechtler, Rechtshistoriker und Politiker (Zentrum, BVP)
- Hubert Naendrup (1872–1947), Rechtswissenschaftler und Rektor der Westfälischen Wilhelms-Universität
- Joseph Sauer (1872–1949, Ehrenmitglied 1928), Archäologe und Kunsthistoriker, Rektor der Albert-Ludwigs-Universität Freiburg
- Alwin Reinke (1877–1949), Rechtsanwalt, Lokalpolitiker (Zentrumspartei) und Schriftsteller
- Raymond de Waha (1877–1942), Generaldirektor für Landwirtschaft u. soz. Fürsorge in Luxemburg
- Benedikt Kreutz (1879–1949), Präsident des Deutschen Caritasverbandes
- Heinrich Joseph Vogels (1880–1972), katholischer Geistlicher und Neutestamentler
- Klemens Löffler (1881–1933), Historiker und Bibliothekar
- Johannes Lindenblatt (1882–1945), Priester, Märtyrer des 20. Jahrhunderts
- Paul Simon (1882–1946), römisch-katholischer Geistlicher, Rektor der Universität Tübingen, Dompropst in Paderborn
- August Nuss (1883–1958), Politiker, Mitglied des hessischen Landtages (Zentrum)
- Heinrich Wiechens (1884–1949), Landrat des Kreises Gersfeld (heute Landkreis Fulda) (Zentrum)
- Adolf Horion (1888–1977), Monsignore und einer der bedeutendsten Koleopterologen
- Götz Briefs (1889–1974, Ehrenmitglied 1924), Sozialtheoretiker
- Hubert Berger (1889–1948), Priester, Opfer des Nationalsozialismus
- Heinrich Remy (1890–1974), anorganischer Chemiker, Lehrbuchautor und Professor
- Augustin Schuldis (1891–1954), katholischer Geistlicher, Päpstlicher Hausprälat und Ehrendomkapitular der Erzdiözese Freiburg
- Karl C. Schwendemann (1891–1974), Diplomat
- Ernst Föhr (1892–1976), Theologe und Politiker, Mitglied des Landtags der Republik Baden und des Reichstags (Zentrum)
- Hans Struth (1893–1972), Verleger
- Paul Schulte (1895–1974, Ehrenmitglied 1935), Fliegender Missionar, Gründer der Missions-Verkehrs-Arbeitsgemeinschaft, Buchautor
- Theophil Herder-Dorneich (1898–1987), Verleger
- Nikolaus von Ballestrem (1900–1945), Adeliger, Industrieller und Politiker (Zentrum)
- Hans Speidel (1900–1984), Landrat des Landkreises Hechingen
- Hermann Kopf (1901–1991), Politiker, Mitglied des Deutschen Bundestags (CDU)
- Heinrich Schnitzler (1901–1962), Polizeibeamter
- Hans Quecke (1901–1945), Ministerialrat, Widerstandskämpfer in der Freiheitsaktion Bayern, Opfer des Nationalsozialismus
- Josef Brandel (1901–1964, Ehrenmitglied 1958),  Oberbürgermeister der Stadt Freiburg im Breisgau
- Heinrich Klosterkemper (1902–1976), Verwaltungsjurist und Landrat
- Bernhard Panzram (1902–1998), katholischer Geistlicher, Hochschullehrer, Rektor der Albert-Ludwigs-Universität Freiburg
- Otto Krapp (1903–1996), Jurist und Justizminister von Niedersachsen (Zentrum)
- Camill Wurz (1905–1986), Politiker, Mitglied des Badischen Landtages, Präsident des Landtags von Baden-Württemberg (CDU)
- Hermann Schäufele (1906–1977, Ehrenmitglied 1958), katholischer Geistlicher und Erzbischof von Freiburg im Breisgau
- Heinz Trettner (1907–2006, Ehrenmitglied 1958), Generalinspekteur der Bundeswehr
- Ernst Feßler (1908–1979), Präsident der Landeszentralbank von Nordrhein-Westfalen
- Otto Ernst (1909–1993), Präsident der Bundesschuldenverwaltung
- Franz Kardinal Hengsbach (1910–1991), Bischof von Essen, Kardinal
- Karl Pütz (1911–1945), Jurist, Polizist, SS-Führer und Kriegsverbrecher
- Norbert Brock (1912–2008), Pharmakologe und Krebsforscher
- Bernhard Hellmann (1912–1990), Geistlicher Rat
- Christian van Marwyck (1912–2005), Arzt, Hygieniker und Mikrobiologe an der Universität Münster, Direktor des Staatlichen Hygiene-Instituts in Bremen
- Hugo Ott (1931-2022, Ehrenmitglied 1988), Historiker und Heidegger-Biograf
- Helmut Ottenjann (1931–2010), Volkskundler und Prähistorischer Archäologe
- Rudolf Mosis (* 1933, Ehrenmitglied 1968), Theologe
- Alfred Biolek (1934–2021), Zeitweiliges Mitglied, Fernsehunterhaltungskünstler und Talkmaster
- Joseph Schumacher (1934–2020), katholischer Theologe
- Friedrich-Wilhelm Schildberg (1934–2018), Mediziner und Hochschullehrer für Chirurgie
- Günther Kindermann (* 1935), Gynäkologe
- Norbert Heinen (Verwaltungsjurist) (1936–2023), ehem. Landrat des Unterwesterwaldkreises und des Westerwaldkreises
- Herbert Haag (1937–2025), Sportpädagoge
- Hermann Borgs-Maciejewski (1938–2008), Richter am Bundesverwaltungsgericht
- Hansjörg Elshorst (* 1938), Soziologe, Gründungsmitglied und Managing Direktor von Transparency International
- Norbert Feldhoff (* 1939), Kölner Dompropst
- Werner Hilgers (* 1939), Althistoriker, Geschäftsführer des Deutschen Museumsbunds
- Franz Schmithüsen (1940–2015), Forstwissenschaftler
- Norbert Gross (* 1941), Präsident der Rechtsanwaltskammer beim Bundesgerichtshof
- Józef Michalik (* 1941, Ehrenmitglied 1988), Vorsitzender der Polnischen Bischofskonferenz, Erzbischof von Przemyśl
- Hartmann Römer (* 1943), Physiker
- Hadrian Koch (* 1944), Ordensgeistlicher
- Bertold Mathias Reinartz (* 1946), Politiker, Mitglied des Deutschen Bundestags (CDU)
- Stephan Holthoff-Pförtner (* 1948), Rechtsanwalt und Unternehmer, Vorortspräsident 1971–1972 & 1972–1973
- Ferdinand Kirchhof (* 1950), Vizepräsident des Bundesverfassungsgerichts
- Eberhard Schockenhoff (1953–2020, Ehrenmitglied 1998), Priester, Moraltheologe und ehem. Mitglied des Nationalen Ethikrats
- Stefan Hartmann (* 1954), Theologe
- Albrecht Weiland (* 1955), Verleger
- Georg Felsheim, Botschafter der Bundesrepublik Deutschland in Algerien
- Heiner Scheffold (* 1962), Landrat des Alb-Donau-Kreises
- Stephan Burger (* 1962, Ehrenmitglied 2023), katholischer Geistlicher und Erzbischof von Freiburg im Breisgau
- Peter Wilhelm Patt (* 1963), Mitglied des sächsischen Landtags (CDU)
- Thomas Schwartz (* 1964), Priester, Honorarprofessor, Autor, Fernsehmoderator und Gründungssenior der KAV Capitolina Rom
- Michael Friedrich (* 1966), Gynäkologe
- Stefan Mückl (* 1970), Rechtswissenschaftler an der Universität Freiburg und der Päpstlichen Universität vom Heiligen Kreuz in Rom
- Hans-Georg Gottfried Dittmann (* 1979), Journalist und Theodor-Wolff-Preisträger